# 烟台公共居留地
烟台公共居留地 （英语：Chefoo International Settlement）是近代烟台的外洋居留地。对于其是否可以称之为租界，至今尚未达成共识。
烟台租界问题始于第二次鸦片战争(1856年至1860年)，法国军队占领烟台山，并宣称烟台山下的部分土地为法国永久性专管租界。战后，根据《天津条约》，新开放包括烟台在内的10个沿海沿江港口城市为外洋通商口岸。从1861年起，英国，美国，法国，日本等等共计15个国家在烟台开设领事馆。烟台区域内来人口的迅速增多，经济的快速发展，外国人保障其权益的诉求逐渐上涨。
1877年，清政府与英国领事划定了烟台租界的范围，但并未同意英国领事在烟台设立工部局的诉求。在此之后，英国人在1895年未经清政府允许的情况之下设立工部局，烟台租界以非法形式成立。
1910年，在经过了很长时间的中外协商后，在烟台设立华洋工部局，烟台租界以中外共管的形式正式成立，中外人士均可入内。不同于英国拥有香港的主权，烟台租界主权属于中国。
1922年12月10日，青岛回归中国。在此基础上中国掀起了收回租界的运动。1930年1月1日，烟台华洋工部局解散，烟台租界时期正式结束。

## 租界历史
烟台的租界历史，可以分为三个历史阶段：开埠时期，英国非法租界时期和华洋共管租界时期。

#### 烟台开埠时期
1860年6月8日，3000余名法国士兵武装占领烟台山周围，并宣称烟台山以南200亩地为法国永久性专管租界。
1861年6月10日，英国驻烟领事马礼逊向青州府知府董部云提出将烟台山和威海卫路之间（南北长约3000英尺，东西宽约2400英尺）的范围租用。但此提议与法国利益冲突。
对此，大清总理衙门认为此事应当由东海关监督斟酌决定。
1866年，登莱青道潘霨提出只“准许各国公共租用烟台山地区（炮台除外），允许各国租地，但不可划为任何一国的专管租界。
1876年，中英《烟台条约》签订，其承认了已划定所有租界的合法性，并明确了对于未定租界，其他国家领事需要同英国领事馆官员及当地官员协商决定。

#### 烟台非法英租界时期
1877年，东海关道张荫桓与英国领事会正式划定烟台租界范围。但对于英国提出的设置租界工部局，张并未答应。
划定的烟台租界总面积为308 亩 7 厘7 毫，范围为东到沙河西岸小屋东墙外为界；东南吉祥街东口木栅栏；西至烟台山下西边海岸走路为界；西南和记洋行栈房； 正南洋药局北方木栅门；正北烟台山下走路。烟台租界正北、正东、正西以及东北、西北各处以街道为界。路外即海，岸外海水属中国土地。

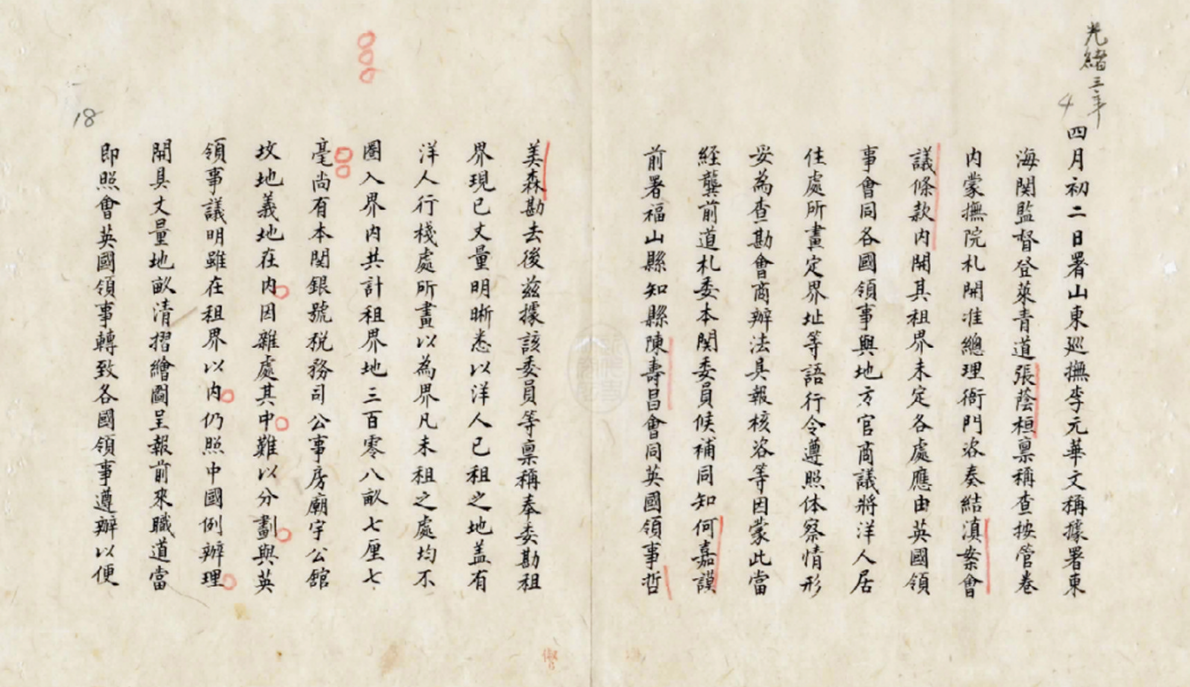
1877年烟台租界划界奏文

1890年，英国与其他各国驻烟台领事单方面共同设立修路局。该部门负责修葺和扩建外国人居住区。

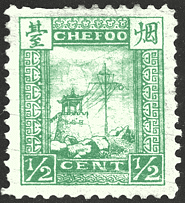
烟台书信馆邮票

1893年，烟台书信馆（CHEFOO LOCAL POST）由外国侨民设立，其印制商埠邮票出售获取利润。
1894年，驻烟台各国领事单方面设立烟台工部局（Chefoo General Purposes Committee）。其由书信馆和修路局合并而成，专管烟台外国人居住区的市政。
1895年5月8日，中日《马关条约》换约位于烟台英租界内的利顺德大饭店(Astro House Hotel) 中进行。
1897年，大清邮政局设立。其影响了工部局的邮政业务，因此工部局开征房产捐和人丁捐。烟台工部局掌握了租界内的征税权。

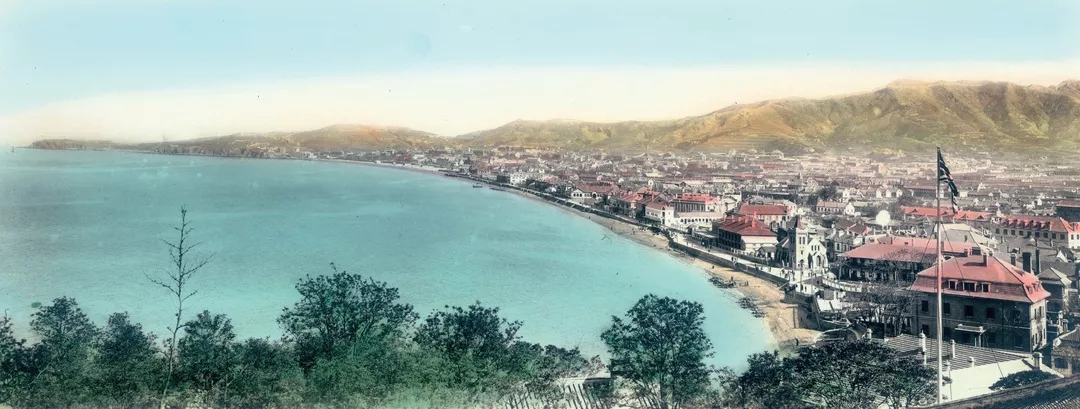
烟台海滨飘扬的英国国旗

由于烟台修路局，烟台书信馆和烟台工部局包括征税行为的合法性均未获得中国政府的承认，因此中国判定烟台租界为非法租界。
在1899年，1906年，1908年，各国领事多次要求清政府承认租界的合法性，但由于民间的抗议以及官员的反对而未达成。
1907年5月12日，东海关道何彦升于在烟台进行了大规模的城市建设工程。由于担心中国政局不稳定对洋人区的冲击，因此主要的建设范围位于烟台东河以东(今天解放路以东区域)。
1909年，继任东海关道徐抚辰将烟台工部局巡捕与烟台巡警合并。12月31日驻烟各国领事于东海关何彦升共同签署《华洋合办烟台第六区工程董事章程》。

#### 烟台华洋共管公共租界时期
1910年，设立烟台华洋工部局Chefoo International Committee。第六区内事务由洋人和华人董事共同管理。其下设道路桥梁、收捐领牌和涤净燃灯三个委员会。第六区正式成为了中外共管租界，并允许中国人自由活动。
华洋工程局由“华洋两商内各选董事六员在该处照章办事”。“该处即华官所指为第六区（笔者注：上世纪20年代初改为第一区）者”。 工程局负责区内“如修筑及疏通街道、桥梁、沟渠等公众之道，并一切关于卫生之涤净洒水、疏通沟渠及燃灯等事”。但“区内巡警事宜，董事不得干涉”。
第六区内，“一切工程费用均向区内各商家或业主及洋人之居于区外者劝集，归董事等经理收支所有”。另外，“区内一切道路仿照旧日西会章程办理，既由区内筹款修筑，则区内来往东洋车应即续行纳捐，以资接济董事等。”
第一届华洋工程局董事人员，西人董事包括赖门（烟台美孚石油经理）、顾里巴（德国捷成洋行经理），加特时（英国盛记洋行老板），弼德（英国太古洋行烟台分公司经理），司徒克（英国内地会安歇楼负责人）和稽尔思（美国长老会派到烟台筹建长老会医院的医生）。华人董事包括 张成卿（张裕酿酒公司首任总经理）、万坤山（谦益丰银号经理），李载之（招商局烟台分局总办）、李尧仙（成生号经理）、刘云第（洪泰号经理）和孙文山（恒兴德经理）。

华洋工程局下设道路桥梁、收捐领牌和涤净燃灯三个委员会。负责道路桥梁委员有加特时、司徒克、万坤山、李载之；负责收捐领牌委员有伯脱、顾里巴、孙文山、张成卿；负责涤净燃灯委员有稽尔思、赖门、李尧仙、刘云第。
1911年11月12日，为响应辛亥革命，烟台公共租界海防营起义成功，13日成立山东军政府，成为山东最早起义的地区。
1914年5月1日，烟台发电厂建成，烟台公共租界区域内通电，电压为110V。
1920年，烟台港海坝在荷兰领事的投资下建成。
1930年1月1日，烟台市政府成立，烟台华洋工部局权力移交烟台市政府。烟台租界时期结束。

## 相关争议
自民国以来，国内史学界存在着巨大的争议。其中一派认为烟台有租界或者说是公共租界，另一派则认为烟台从始至终并不存在租界。
1933年和1936年国民政府出版的《中国外交年鉴》，钱实甫的《租界和租借地》和吴圳义的《上海租界问题》等相关文献中，均提及烟台划有公共租界。在随后20世纪80年代的中国历史教科书中指出“鸦片战争以后的50年里，英、俄、美、日、法、德等国在上海、广州、厦门、福州、天津、汉口、芝罘等地开辟了租界。”
反对者刘敬坤、邓春阳则认为，由于1944年汪精卫国民政府时期出版的《申报年鉴》中的租界列表中专管租界和公共租界均为提及烟台。后期西方国家放弃租界或国民政府接收租界时的相关文献资料中均未提及放弃或接收烟台租界。因此两位学者认为，烟台没有公共租界或者中外共管租界。烟台租界的性质仅仅可以称为外国人的居留地。
根据史料，烟台设置的中外共管的华洋工部局的权力于1930年移交烟台市警察局。依照此情形，20世纪40年代以后的外交文献似乎也并不能成为烟台没有租界的有力证据。

## 租界与居留地的区别

#### 烟台租界与传统意义的租界
对于租界和居留地，国内学者将两者大致界定为租界需要中国政府正式同意划定区域于外国侨民，并由外国掌握行政权。居留地则是划定外国侨民居住区域，并由中国政府掌握行政权。
基于二者定义上的差别，判断通商口岸的外国人居留地是否为租界，大致需要满足4个条件：
1. 外国政府与清政府的租地协议，包含部分主权转让
2. 是否有比较明确的区域界定
3. 划定区域内是否存在外国人自行建立的工部局之类的市政管理机构
4. 划定区域内外国人是否拥有领事裁判权

对于烟台存在传统意义上的租界的证据：
- 1932年出版的《烟台历史一瞥》（C.W. Schnmidt《Glimpses of the history of Chefoo》）中提及烟台居留地最早有3名巡捕，属于英国领事馆的武官统领，经费由登莱青道道署提供。[7]
- 英国和美国曾在烟台设立了领事法庭，1881年8月13日，英国领事法庭审理了“英国人礼也诉太古洋行”案件。
- 第六区的行政管理权直到1930年，才由烟台市警察局接收。

由此，烟台租界距离传统意义上的租界的距离仅仅只有租地协议一纸公文的距离。

#### 烟台华洋租界的特殊性
同时，由于1909年烟台华洋工部局（也称为烟台中外联合自治会）的设立。总共12人的委员会中，中外各占6人，因此烟台租界被部分学者称为中外共管的租界。
“烟台山上各国领事署林立，烟台山下，各国商店林立。然站段警察，悉中国官厅所派出。其余教堂医院所在之地，可想而知。余在此处当三月寻芳，或六月纳凉之时，每日必往该山上下。游览一周，见山上所置之石磴石椅，中外人更番休憩，并无如上海之花园，狗与人不许进去。汉口之江沿，只准外国人行走，不准中国人通过者”—— 匡裕祥，《烟台笔记》，1912年。
因此，烟台租界于法律层面上仅仅可被称为烟台居留地。但此居留地具备了租界的大部分特点，甚至还具备了“中外共管”这一奇特的性质，故烟台租界可以被称为是一个准租界，这大概是近代中国各个通商口岸城市中唯一的个案。

## 货币
烟台租界时期，对外贸易高速发展，由于东海关是由英国领事管理，因此在很长一段时间内银元都是烟台常使用的货币。1898年开始，英租威海卫时期，由于和威海卫来往密切，故港币也较为通用。1904年美军在烟台设立海军军事基地，每年夏天常来烟台避暑，美国水兵在烟台购买物品时也常用美元直接购买。同时，烟台本地的洋行和钱庄发行的货币也被广泛使用，如1922年香港上海汇丰银行在烟台发行的纸币。
在清朝时期，银本位制度推行，以下是烟台一两兑换其他国家货币的参考汇率，按含银量折算
|             | 美元 | 英镑  | 法国法郎 | 德国马克 | 卢布  | 日元 | 西班牙比索 |
| ----------- | ---- | ----- | -------- | -------- | ----- | ---- | ---------- |
| 烟台关平1两 | 1.33 | 0.266 | 6.65     | 5.32     | 2.394 | 2.66 | 3.724      |

烟台1元兑换中国其他地区货币的汇率如下 (1926年8月汇率)：
|         | 1914年广东2毫银币 | 1913年广东1毫银币 | 东三省铜元 | 1920年袁世凯2角 | 袁世凯1元银元 |
| ------- | ----------------- | ----------------- | ---------- | --------------- | ------------- |
| 烟台1元 | 5                 | 1                 | 8          |                 |               |
| 烟台1元 |                   |                   |            | 6               |               |
| 烟台1元 |                   |                   |            |                 | 1.2           |

历史货币与烟台地方钞票展示
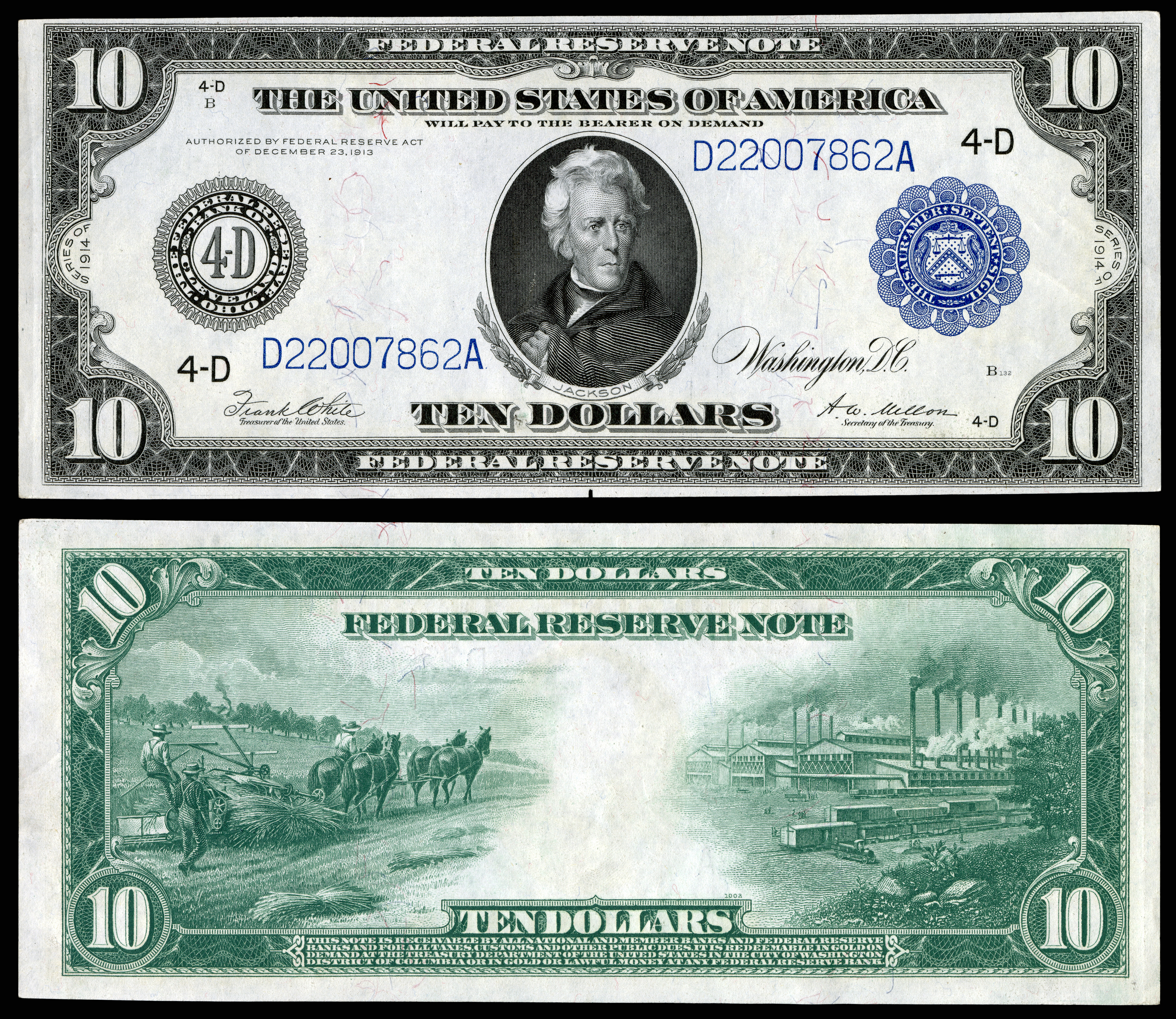
1914年10美元
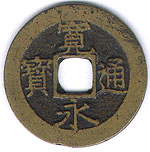
宽永通宝
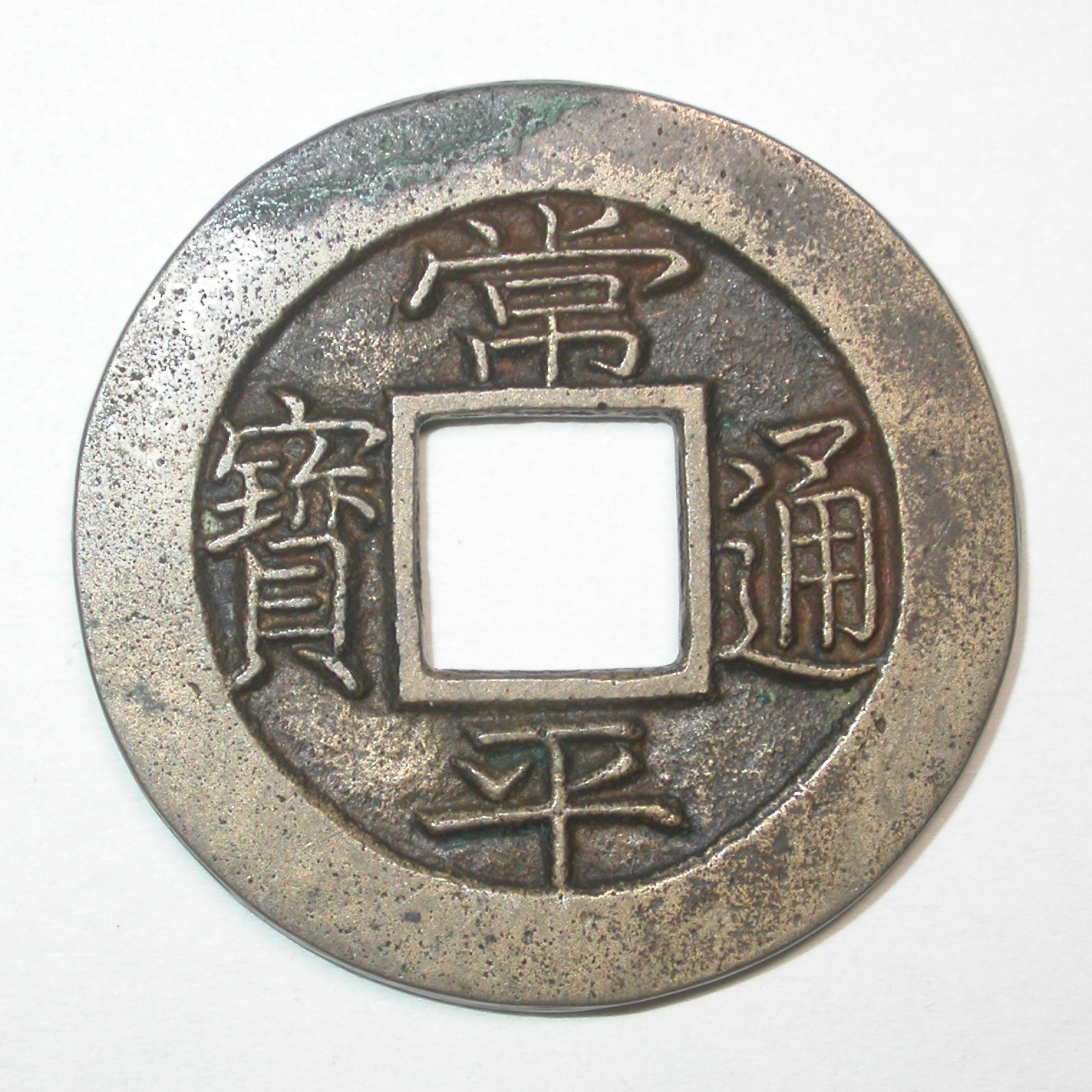
常平通宝
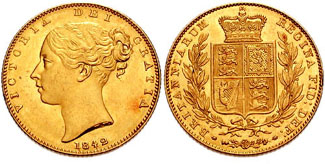
1880年英镑硬币
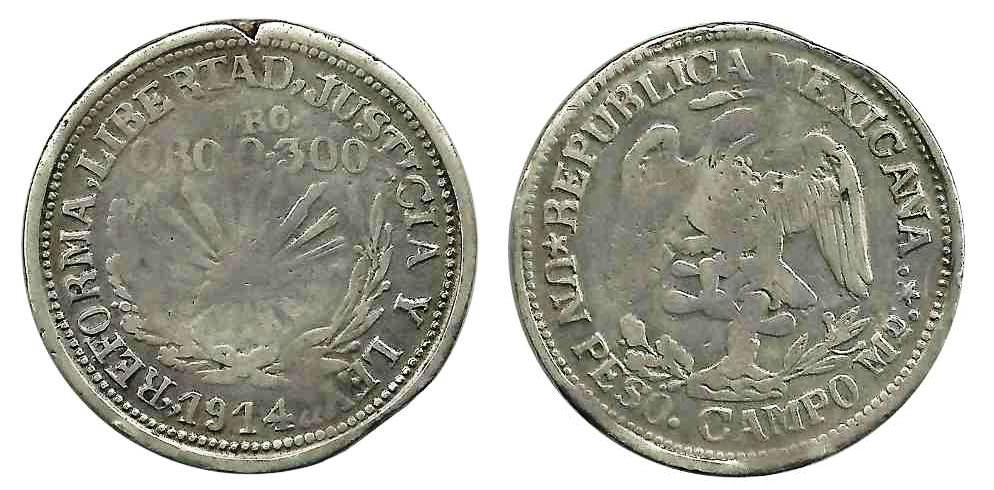
1914年墨西哥鹰洋
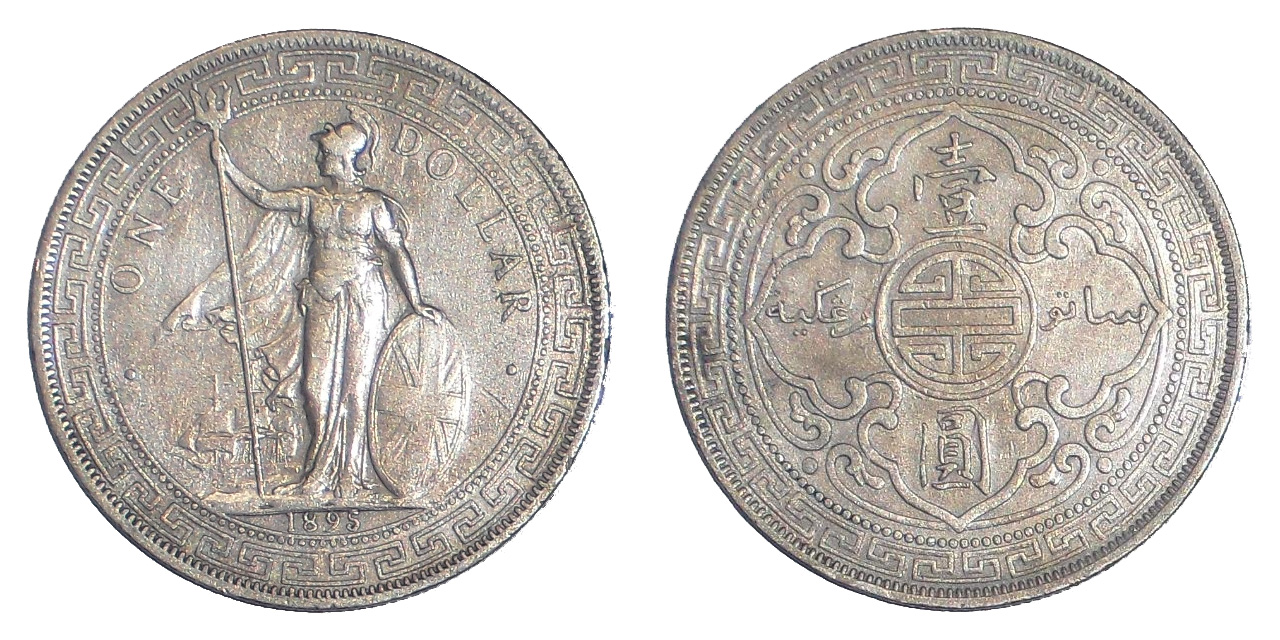
1895年1港币
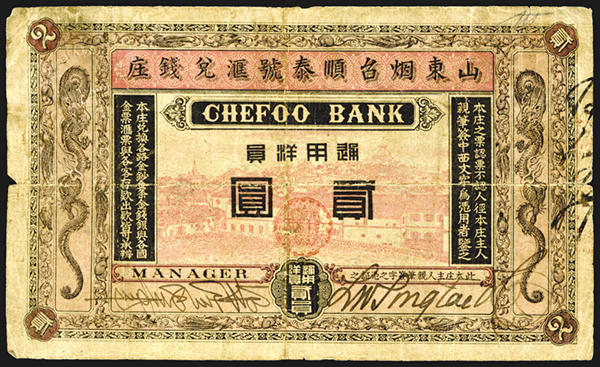
1900年烟台银行2元
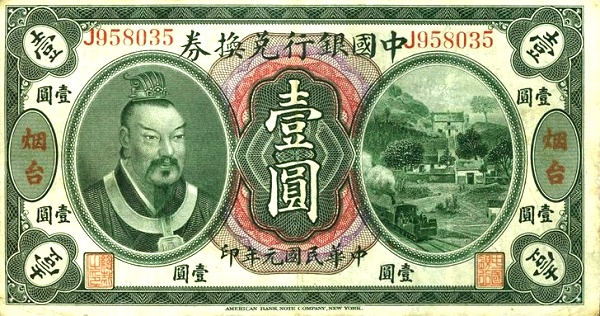
1912年中国银行烟台1元
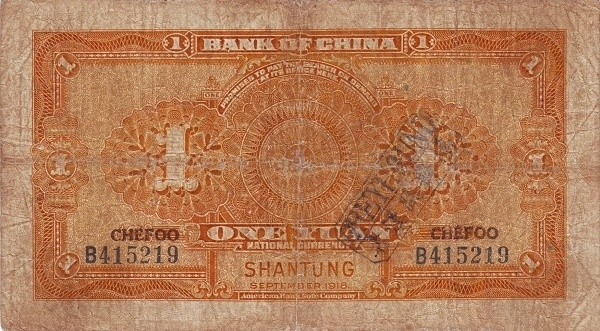
1918年中国银行山东支行烟台1元
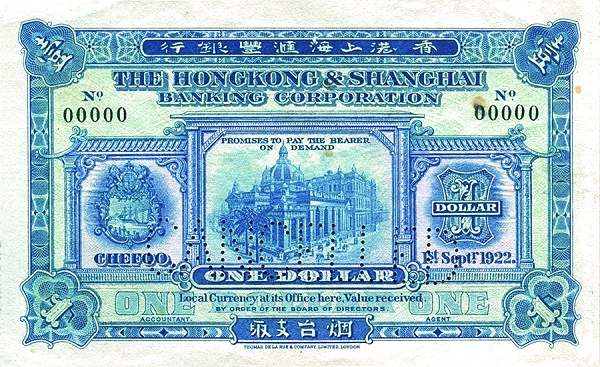
1922年香港上海汇丰银行烟台1元纸币
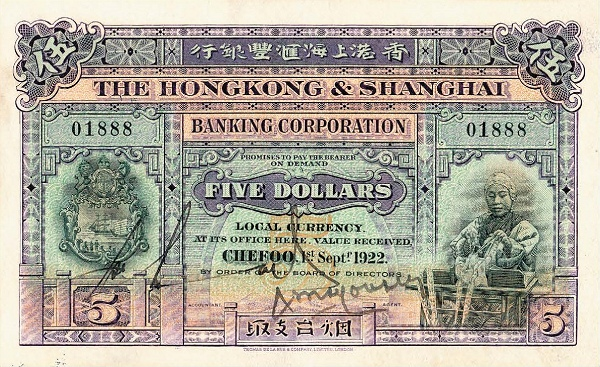
1922年香港上海汇丰银行烟台5元纸币
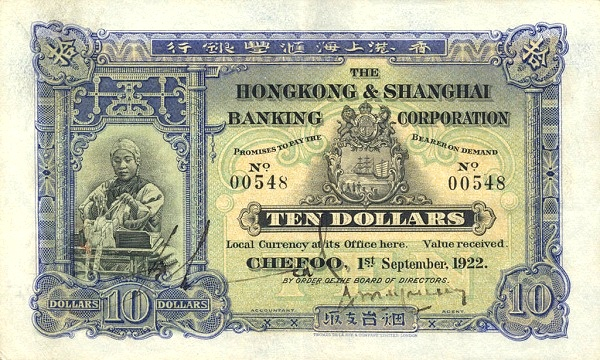
1922年香港上海汇丰银行烟台10元纸币正面
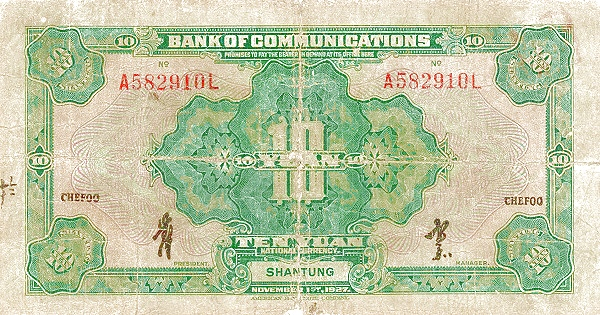
1927年交通银行烟台10元
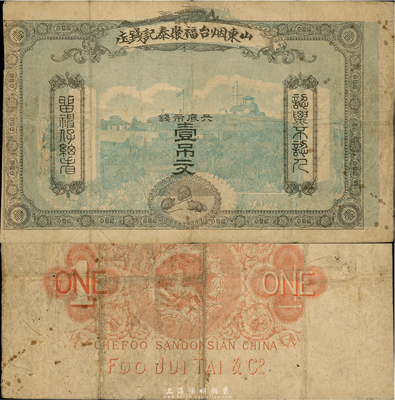
1898年山東煙台福聚泰記錢莊纸币